# Cristina Alcázar
 (avril 2025).
Cristina Alcázar (née le 17 septembre 1978 à Elche, en Espagne) est une actrice espagnole.

## Biographie
Elle a joué en particulier dans la série Physique ou chimie qui raconte la vie d'élèves et de professeurs dans un lycée.

## Filmographie

### Séries télévisées
- Physique ou chimie